# 佐藤ゆうこ (声優)
佐藤 ゆうこ（さとう ゆうこ、12月25日 - ）は、日本の女性声優。アクセント所属。神奈川県出身。

## 略歴
映画『E.T』の自転車に乗る主人公の少年に憧れ、「それが可能なのはアニメの世界だ」と声優学校を志す。
そのためには芝居のことを勉強しておいたほうがいいと思い、高校生になったら演劇部に入ろうと決めていた。
しかし進学した高校の演劇部には女性が一人もおらず、男性ばかりの環境が嫌だったこともあり、女子ソフトボール部に所属していた。
勝田声優学院に直筆の手紙を書き、通い始めるも残れず、その後、ぷろだくしょんバオバブに電話で応募をして所属する。

## 人物
声種はハスキー、アルト。
『シャーマンキング』のオーディションを受けた際、渡された台本に「憑依合体!」という台詞があった。多くの俳優がいわゆる“アニメ慣れ”した演技をする中、佐藤は「ひょーいがったい!」と自然体な演技を披露。ほぼ棒読みとも受け取れたが、それが「麻倉葉のユルいキャラクターに合っている」と企画プロデューサー大月俊倫の印象に残り、主役の座を射止めたが、本人は事務所から連絡があるまではオーディションのことをほとんど忘れていた。
趣味はお香、アロマテラピー。

## 出演
太字はメインキャラクター。

### テレビアニメ
時期不明
- それいけ!アンパンマン（よしお）

1996年
- エルフを狩るモノたち（1996年 - 1997年、保母、女生徒）- 2シリーズ
- みどりのマキバオー（悪ガキ）

1997年
- 吸血姫美夕（幼い真樹）
- クレヨンしんちゃんスペシャル! 家族みんなでハワイだゾ しかもオラ人魚に恋したゾ（受付）
- ドラえもん（テレビ朝日版第1期）（1997年 - 2005年、犬山、ノビータのママ 他）
- 忍たま乱太郎（1997年 - 2025年、町人、おばさんB、子供B、生徒A、伝七、主婦 他）

1998年
- Weiß kreuz（立花美咲〈姉や〉、アナウンサー、レポーター）

1999年
- キティズパラダイス
- クレヨンしんちゃん（1999年 - 2016年、佐々木コージロー、時川ショウ、椎造〈子供〉 他）
- 週刊ストーリーランド（男の子、子供たち、ヒロシ）

2000年
- 風まかせ月影蘭（町人女、女、女中、狼）
- 激動!歴史を変える男たち 〜アニメ静岡県史〜（緒明菊三郎）
- 最遊記シリーズ（2000年 - 2004年、幼少の三蔵法師、カミサマ〈幼少期〉）- 2シリーズ
- マイアミ☆ガンズ（母親、メイド）

2001年
- 犬夜叉（男の子）
- 仰天人間バトシーラー（イッバ・リーノ）
- The Soul Taker 〜魂狩〜（左奈恵）
- シャーマンキング（2001年 - 2002年、麻倉葉）
- しましまとらのしまじろう（キツネの3少年、近所のおばさん）
- 地球防衛家族（住人の声A）
- ポケットモンスター（2001年 - 2002年、ハチロウ、センイチ）

2002年
- 機動戦士ガンダムSEED（ジュリ・ウー・ニェン）
- 十二国記（塙王の公主）
- NARUTO -ナルト-（アカネ）

2003年
- アストロボーイ・鉄腕アトム（ケンイチ、看護士、レポーター）
- GAD GUARD（如月タクミ）
- 高橋留美子劇場（主婦、女性部下）
- 天使な小生意気（女子生徒）
- 成恵の世界（六号）
- 鋼の錬金術師（2003年 - 2004年、ラスト）

2004年
- SDガンダムフォース（ライミ）
- 火の鳥（少年）
- のってけエクスプレッツ（ツバサ）
- ブラック・ジャック（写楽）
- RAGNAROK THE ANIMATION（女近衛兵）

2005年
- アニマル横町（イッサ）
- おねがいマイメロディ（高野秀一）
- ガン×ソード（リン、シノ）
- ゾイドジェネシス（ガボール）
- ポケットモンスター アドバンスジェネレーション（クニ）

2006年
- 銀魂（2006年 - 2018年、おりょう）- 2シリーズ
- デジモンセイバーズ（トーマ・H・ノルシュタイン〈幼少時〉）
- NANA（山田）
- ブラック・ジャック21（写楽）
- 妖怪人間ベム（ショウタ）

2007年
- あたしンち（2007年 - 2009年、子供B、女性A）
- 大江戸ロケット（源蔵ママ）
- ゲゲゲの鬼太郎（第5作）（雪女）
- 鋼鉄三国志（姜維伯約）
- 名探偵コナン（2007年 - 2024年、男の子、女の子、ファン、片岡由梨江、荘野由奈、フロントスタッフ）

2008年
- はっけん たいけん だいすき!しまじろう（あきのしゅんすけ）
- タカネの自転車（篤史）

2009年
- ご姉弟物語（良太）
- 遊☆戯☆王5D's（ミシェル）

2011年
- ドラえもん（テレビ朝日版第2期）（2011年 - 2018年、クロ、さち子、少年1）

2014年
- それでも世界は美しい（ヴィオレタ）

### 劇場アニメ
1997年
- クレヨンしんちゃん 暗黒タマタマ大追跡（ホステス2）

1998年
- 帰ってきたドラえもん（子供）
- クレヨンしんちゃん 電撃!ブタのヒヅメ大作戦（セーギ）

1999年
- 忍たま乱太郎のがんばるしかないさ（男の子）

2000年
- いじめ 14歳のMessage（生徒）

2002年
- ぼくの生まれた日（看護婦1）

2003年
- ドラえもん のび太とふしぎ風使い（トムジン）
- Pa-Pa-Pa ザ★ムービー パーマン（男子）

2004年
- ドラえもん のび太のワンニャン時空伝（ニャコ）

2005年
- ブラック・ジャック ふたりの黒い医者（写楽）

### OVA
1996年
- 新破裏拳ポリマー（オニオコゼ団員）
- 同級生2（女生徒）
- 宝魔ハンターライム（女生徒B）

1997年
- AIKa（白デルモR）

1999年
- 銀河英雄伝説外伝 螺旋迷宮
- それいけ!アンパンマン うたってあそぼう♪ようちえんはたのしいな（さとうよしお、いしかわみのる）

2000年
- 銀河英雄伝説外伝 第三次ティアマト会戦（女性リポーター）

2002年
- カナリア 〜この想いを歌に乗せて〜

2005年
- アンパンマンとはじめよう! 勇気りんりん! みんなの一日（ネコくん）

2006年
- アンパンマンとはじめよう! ひらがなであそぼう（たぬきくん）
- 鋼の錬金術師PREMIUM COLLECTION（ラスト）

2008年
- 名探偵コナン MAGIC FILE2 工藤新一 謎の壁と黒ラブ事件（恵子先生）

2009年
- アンパンマンとはじめよう! アンパンマンエクササイズ（ブタちゃん）

### Webアニメ
- FLAG（2006年、ハカン・アクバル[21]）

### ゲーム
1997年
- エルフを狩るモノたち -完全版-（保母）

1999年
- シェンムー（田嶋絵梨）

2001年
- Apocripha/0
- シェンムーII

2002年
- シャーマンキング スピリットオブシャーマンズ（麻倉葉）
- シャーマンキング 超・占事略決2（麻倉葉）
- シャーマンキング 超・占事略決3（麻倉葉）
- 神機世界エヴォルシア（マグ・ランチャー）

2003年
- シャーマンキング ソウルファイト（麻倉葉）

2004年
- SDガンダム GGENERATION（2004年 - 2025年、ジュリ・ウー・ニェン / マリーン） - 6作品
- シャーマンキング ふんばりスピリッツ（麻倉葉）
- テイルズ オブ リバース（ミーシャ）
- 鋼の錬金術師 ドリームカーニバル（ラスト）
- 鋼の錬金術師2 赤きエリクシルの悪魔（ラスト）

2005年
- アニマル横町 どき☆どき救出大作戦の巻（イッサ）
- エバークエストII（アントニア・ベイル）
- 機動戦士ガンダムSEED DESTINY GENERATION of C.E.(ジュリ・ウー・ニェン)
- 第3次スーパーロボット大戦α 終焉の銀河へ（セレーナ・レシタール、ジュリ・ウー・ニェン）
- テイルズ オブ レジェンディア（メラニィ）
- ラジアータ ストーリーズ（リンカ）

2006年
- アニマル横町 どき☆どき進級試験の巻（イッサ）

2010年
- 機動戦士ガンダム エクストリームバーサス（ジュリ・ウー・ニェン）

2012年
- 機動戦士ガンダムSEED BATTLE DESTINY（ジュリ・ウー・ニェン）

2013年
- コール オブ デューティ ゴースト
- ジョジョの奇妙な冒険 オールスターバトル（川尻早人）
- スーパーロボット大戦OG ダークプリズン（セレーナ・レシタール）

2014年
- お姉チャンバラZ2 カオス（エヴァンジュ）

2015年
- ジョジョの奇妙な冒険 アイズオブヘブン（川尻早人）

2016年
- スーパーロボット大戦OG ムーン・デュエラーズ（セレーナ・レシタール）

2020年
- HERO CANTARE（ヒルダ）

2024年
- 機動戦士ガンダム アーセナルベース（ジュリ・ウー・ニェン）

### 吹き替え

#### 担当女優
ダナ・デラニー
- ザ・バットマン（ロイス・レーン）
- ジャスティス・リーグ（ロイス・レーン）
- スーパーマン（ロイス・レーン）

#### 映画
- アイデンティティー（ジニー）※DVD版
- アムス→シベリア
- ウィズ（ドロシー〈ダイアナ・ロス〉）
- ウェルカム・トゥ・サイゴン
- エグゼクティブ・デシジョン
- カル
- キングコング ※テレビ朝日版2
- グッドナイト・ムーン
- GO!GO!L.A.
- ゴースト・オブ・ミシシッピー
- コットンクラブ
- コヨーテ・アグリー（ゾーイ〈タイラ・バンクス〉）
- ゴンゾ宇宙に帰る（シェリー・スナイプス）
- ザ・ターゲット
- シャンハイ・ヌーン
- ジャンヌ・ダルク ※日本テレビ版
- ジョー・ブラックをよろしく
- スターシップ・トゥルーパーズ ※ソフト版
- スモーキン・エース/暗殺者がいっぱい（ジョージア・サイクス〈アリシア・キーズ〉）
- セブン ※テレビ東京版
- タックスマン
- テキサス・チェーンソー（ジェダイア）
- デンジャラス・ビューティー ※テレビ版
- ドクター・ドリトル2（リス）※DVD版
- 200本のたばこ（シェリル）
- N.Y.殺人捜査線
- ビーグル犬 シャイロ
- ピースキーパー
- フォーエバー・フレンズ 戦場への挑戦
- プリティ・ブライド
- ポエトリー、セックス（ミッキー〈アビー・コーニッシュ〉）
- ホーム・アローン（フラー・マカリスター〈キーラン・カルキン〉）※テレビ朝日版（日本語吹替完全版Blu-rayBOX収録）
- ホーム・アローン3（モリー・プルイット〈スカーレット・ヨハンソン〉）※ソフト版
- 待ちきれなくて…
- マディソン郡の橋
- ミス・ダイヤモンド
- 野獣教師3
- 夢翔る人/色情男女
- 隣人は闇に微笑む
- ワイルド・ウエスタン 荒野の二丁拳銃
- ワイルド・ホーク

#### ドラマ
- アリー my Love
- FRINGE/フリンジ（アストリッド・ファーンズワース）

#### アニメ
- キム・ポッシブル（シーゴー）
- ジャスティス・リーグ（ポイズン・アイビー、ライブワイアー）
- ジョニー・ブラボー（黒髪の女性、アンバリー、ティミーの母 他）
- デクスターズラボ（コンピューター）
- パワーパフガールズ（アンダーグラウンド版、ミス・ベラム）
- ピーター・パン2 ネバーランドの秘密
- ポップアップ ミッキー/すてきなクリスマス
- ポカホンタスII/イングランドへの旅立ち（港の少年）
- ミッキーマウス・ワークス（女、ウサギ）
- ライオン・キング2 シンバズ・プライド

#### 人形劇
- マペット放送局（美女）

### 舞台
- 鋼鉄三国志 歌劇舞台 〜深紅の魂よみがえりしとき〜（姜維伯約〈声の出演〉）
- トランス
- ものがたりグループ☆ポランの会『宮沢賢治の童話をかたりたい』：「まなづるとダァリヤ」朗読劇出演

### ラジオ
- イケイケ!ハスキー団（ネットラジオ）
- アニプレックスアワー ハガレン放送局（ラジオ大阪、文化放送：2005年1月度パーソナリティ）

### CD
- Weiß kreuz シリーズ
  - Weiß kreuz Dramatic Image Album I（ヨージのGF）
  - Weiß kreuz Dramatic Image Album II（病院内放送）
- あそびにいくヨ! ドラマCD（サラ）
- EREMENTAR GERAD ドラマCD 第2巻（ブローカー）
- シャーマンキング シリーズ（麻倉葉）
  - シャーマンキング コミックスイメージアルバム
  - シャーマンキング 歌の万辞苑「SILENT WEAPON（ASAKURA-YOH VER.）」
  - シャーマンキング 恐山ル・ヴォワール 〜au revoir〜「魂魄（たましい）重ねて」
  - シャーマンキング 恐山ル・ヴォワール 〜prologue to shaman〜
  - シャーマンキング S.F.O.V I「With Determined Passion」
- TOKYOジャンク2（女子生徒）
- 同棲愛（女子生徒）
- 忍たま乱太郎 ドラマCD シリーズ（黒門伝七）
  - 作法委員会の段
  - 一年い組＆ろ組の段
  - い組の段〜下巻〜
- 鋼の錬金術師 RADIO DJ CD「ハガレン放送局 take 2」
- 百歌声爛 -女性声優編-

### その他コンテンツ
- 恋するトップレディ（番宣ナレーション）
- CM GBC シャーマンキング 超・占事略決
- CM GBA シャーマンキング 超・占事略決2
- CDアルバム「林原めぐみ feel well シャーマンキング友情出演」（麻倉葉）
- 『週刊・手塚治虫』内、モーション漫画「三つ目がとおる」（写楽保介）
- ひそねとまそたん Netflix音声ガイド
- キャロル&チューズデイ Netflix音声ガイド

### シリーズ一覧
1. ↑  第1期（1996年）、第2期『II』（1997年）
2. ↑  『幻想魔伝 最遊記』（2000年）、『最遊記RELOAD』（2004年）
3. ↑  第1期（2006年 - 2010年）、第4期『銀魂.』（2018年）
4. ↑  『SEED』（2004年）、『WARS』（2009年）、『WORLD』『3D』（2011年）、『CROSSRAYS』（2019年）、『ETERNAL』（2025年）